# Anca Măroiu
Anca Bacioiu Măroiu, née le 5 août 1983 à Craiova, est une escrimeuse roumaine pratiquant l'épée. 
Coéquipière modèle, elle remporte trois titres par équipes au niveau européen et deux titres mondiaux. En 2011, elle reçoit sa première médaille mondiale en individuel en prenant la troisième place des championnats du monde. L'année suivante, elle est la dauphine de sa compatriote Simona Alexandru aux championnats d'Europe.
Elle compte deux victoires en coupe du monde, toutes deux à La Havane en 2010 et 2012. Durant la saison 2011-2012, elle atteint la sixième place du classement général.

## Palmarès
- Championnats du monde d'escrime
  -  Médaille d'or par équipes aux championnats du monde d'escrime 2011 à Catane
  -  Médaille d'or par équipes aux championnats du monde d'escrime 2010 à Paris
  -  Médaille de bronze aux championnats du monde d'escrime 2011 à Catane

- Championnats d'Europe d'escrime
  -  Médaille d'or par équipes aux championnats d'Europe d'escrime 2011 à Sheffield
  -  Médaille d'or par équipes aux championnats d'Europe d'escrime 2009 à Plovdiv
  -  Médaille d'or par équipes aux championnats d'Europe d'escrime 2006 à Izmir
  -  Médaille d'argent aux championnats d'Europe d'escrime 2012 à Legnano
  -  Médaille de bronze aux championnats d'Europe d'escrime 2006 à Izmir

## Classement en fin de saison
| Année | 2003 | 2004 | 2005 | 2006 | 2007 | 2008 | 2009 | 2010 | 2011 | 2012 | 2013          | 2014          | 2015 | 2016 |
| ----- | ---- | ---- | ---- | ---- | ---- | ---- | ---- | ---- | ---- | ---- | ------------- | ------------- | ---- | ---- |
| Rang  | 128  | 114  | 92   | 37   | 56   | 142  | 14   | 15   | 13   | 6    | Non disputées | Non disputées | 193  | 176  |